# Distrikt Jepelacio
Der Distrikt Jepelacio liegt in der Provinz Moyobamba in der Region San Martín im zentralen Norden von Peru. Der am 26. Oktober 1921 gegründete Distrikt besitzt eine Fläche von 386 km². Beim Zensus 2017 wurden 16.519 Einwohner gezählt. Im Jahr 1993 lag die Einwohnerzahl bei 13.568, im Jahr 2007 bei 18.471. Die Distriktverwaltung befindet sich in der 1040 m hoch gelegenen Kleinstadt Jepelacio mit 3159 Einwohnern (Stand 2017). Jepelacio liegt 10 km südöstlich der Provinzhauptstadt Moyobamba.

## Geographische Lage
Der Distrikt Jepelacio befindet sich im Südosten der Provinz Moyobamba. Der Distrikt reicht vom Río Indoche im Westen bis zum Río Mayo im Osten. Durch den Distrikt verlaufen mehrere Höhenrücken, die der peruanischen Ostkordillere zugerechnet werden.
Der Distrikt Jepelacio grenzt im Südwesten an den Distrikt Soritor, im äußersten Nordwesten an die Distrikte Habana und Calzada, im Norden an den Distrikt Moyobamba, im Nordosten an den Distrikt Pinto Recodo (Provinz Lamas), im Südosten an den Distrikt Alonso de Alvarado (ebenfalls in der Provinz Lamas) sowie im Süden an den Distrikt San Martín (Provinz El Dorado).